# 王琇 (高麗)
常安公王琇（상안공 왕수，？—1095年4月12日（三月初六）），是高麗第十一任君主文宗王徽第五子，母親是仁睿太后李氏。

## 生平
王琇是順宗王勳、宣宗王運、肅宗王熙的同母弟，在他以後還有五位弟弟，包括金官侯王㶨、卞韓侯王愔、樂浪侯王忱等人；而襄憲王王燾則是他的異母兄弟。
史載他性格仁孝儉樸，在文宗二十五年（1071年）冊封為平壤侯（韓語：평양후），同時為開府儀同三司、檢校尙書令、守司空、上柱國，食邑一千戶。後在宣宗三年（1086年）加至二千戶，授守司徒（韓語：수사도）並進封為常安公。
獻宗元年（1095年）再升任他為守太保，同年去世，諡號英良（영량）。